# Android Automotive
Ne doit pas être confondu avec Android Auto.
Android Automotive alias Android Automotive OS ou AAOS est une variante du système d'exploitation Android de Google, adaptée à son utilisation dans les tableaux de bord des véhicules. Introduite en mars 2017, la plateforme a été développée par Google et Intel, en collaboration avec des constructeurs automobiles tels que Volvo et Audi. Le projet vise à fournir une base de code du système d'exploitation pour que les constructeurs automobiles puissent développer leur propre version du système d'exploitation. Outre les tâches d'infodivertissement, telles que la messagerie, la navigation et la lecture de musique, le système d'exploitation vise à gérer des fonctions spécifiques au véhicule, comme le contrôle de la climatisation.
Contrairement à Android Auto, Android Automotive est un système d'exploitation complet fonctionnant sur l'appareil du véhicule, ne dépendant pas d'un smartphone pour fonctionner.
Android Automotive est un système d'exploitation open source et, en tant que tel, un constructeur automobile peut l'utiliser sans les Google Automotive Services (GAS), qui sont une collection d'applications et de services (Google Maps, Google Play, Google Assistant, etc.) que les OEM peuvent utiliser sous licence et intégrer dans leurs systèmes d'infodivertissement embarqués. Volvo, Ford et GM utilisent AAOS avec GAS, alors que Stellantis n'a pas pris de licence GAS et utilise Alexa et TomTom.

## Histoire
Le système d'exploitation a été annoncé pour la première fois par Google en mars 2017.
En février 2018, Polestar (la marque de Volvo pour les voitures électriques performantes) a annoncé la Polestar 2, la première voiture avec Android Automotive intégré. La Polestar 2 avec Android Automotive est disponible depuis juillet 2020.
En septembre 2018, l'Alliance Renault-Nissan-Mitsubishi a annoncé un partenariat technologique pour intégrer le système d'exploitation Android Automotive dans les véhicules du groupe à partir de 2021.
En avril 2019, Google a ouvert les API pour que les développeurs puissent commencer à développer des applications pour Android Automotive.
En septembre 2019, General Motors a annoncé qu'elle utiliserait Android Automotive pour alimenter les systèmes d'infodivertissement de ses voitures à partir de 2021.
En juillet 2020, Stellantis (anciennement Groupe PSA et Groupe FCA) a annoncé qu'elle allait alimenter ses systèmes d'infodivertissement avec Android Automotive OS, à partir de 2023.
Certains véhicules du groupe, comme les Dodge Durango et Chrysler Pacifica de 2021, utilisent déjà l'Uconnect 5 basé sur Android Automotive, sans les Google Automotive Services (GAS).
En février 2021, Ford a annoncé un partenariat avec Google qui apporterait Android Automotive aux véhicules Ford et Lincoln, à partir de 2023.
En mai 2021, Lucid Motors a révélé que la Lucid Air utilisait Android Automotive pour son système d'infodivertissement, mais sans les Google Automotive Services (GAS). 

## Véhicules avec Android Automotive
- Acura MDX (2025+)
- Acura ZDX (2024+)
- Buick Enclave (2025+)
- Buick Envision (2024+)
- Cadillac Celestiq
- Cadillac CT5 (2025+)
- Cadillac Escalade IQ
- Cadillac Lyriq
- Cadillac XT4 (2024+)
- Chevrolet Colorado (2023+)
- Chevrolet Corvette E-Ray, Z06 (2024+)
- Chevrolet Equinox (2025+)
- Chevrolet Equinox EV
- Chevrolet Silverado (2022+)
- Chevrolet Silverado EV
- Chevrolet Suburban (2022+)
- Chevrolet Tahoe (2022+)
- Chevrolet Traverse (2024+)
- Ford Explorer (2025+)
- GMC Canyon (2023+)
- GMC Hummer EV
- GMC Sierra (2022+)
- GMC Yukon (2022+)
- Honda Accord (2023+)
- Honda Prologue (2024+)
- Infiniti QX80 (2025+)
- Lincoln Aviator (2025+)
- Lincoln Nautilus (2024+)
- Nissan Qashqai (2024+)
- Nissan Rogue (2024+)
- Polestar 2
- Polestar 3
- Polestar 4
- Polestar 5
- Renault 5 E-Tech Electric
- Renault Austral
- Renault Captur (2024+)
- Renault Espace (2024+)
- Renault Mégane E-Tech Electric
- Renault Master (2024+)
- Renault Rafale
- Renault Scénic E-Tech Electric (2024+)
- Volvo C40 / EC40
- Volvo EX30
- Volvo EX90
- Volvo S60 (2023+)
- Volvo S90 (2022+)
- Volvo V60, V60 Cross Country (2023+)
- Volvo V90, V90 Cross Country (2022+)
- Volvo XC40 (2023+)
- Volvo XC40 Recharge / Volvo EX40
- Volvo XC60 (2022+)
- Volvo XC90 (2023+)